# Bechynia
Bechynia  (лат.) — подрод насекомых рода травяных листоедов (Chrysolina) из подсемейства хризомелин (Chrysomelinae). Распространены в Европе и Алтае.

## Описание
Для данного подрода характерны следующие черты: эдеагус с разветвлённым флагеллюмом, на последнем брюшном стерните имеется продольная бороздка, лапки передних ног самцов расширенные.

## Классификация
В подрод включают 5 видов:
- Chrysolina milleri (Weise, 1884)
- Chrysolina montana (Gebler, 1848)
- Chrysolina philotesia Daccordi & Ruffo, 1980
- Chrysolina platypoda Bechyné, 1950
- Chrysolina substrangulata Bourdonne, 1986